# Хуліо Сесар де Леон
Хуліо Сесар де Леон (ісп. Julio César de León, нар. 13 вересня 1979) — гондураський футболіст, півзахисник клубу «Депортіво Платенсе» та національної збірної Гондурасу.

## Клубна кар'єра
Вихованець клубу «Депортіво Платенсе». У 1996 році він дебютував в першій команді в матчі з клубом «Реал Майя», в якому відразу ж забив свій перший гол у  чемпіонаті Гондурасу. Всього в «Платенсе» він грав протягом 4 років, провівши 74 матчі і забив 18 голів.
У 2000 році Хуліо Сесар перейшов в мексиканський клуб «Атлетіко Селая», але там не зміг пробитися в основний склад і повернувся на батьківщину, до клубу «Олімпія» (Тегусігальпа), за який провів 12 матчів і забив 2 голи, останній з яких 26 травня 2001 року у ворота «Бронкос де Чолутека». Після цього, Хуліо Сесар провів кілька місяців в уругвайському клубі «Депортіво Мальдонадо».
У 2001 році Хуліо Сесар перейшов в італійський клуб «Реджина», якому в першому ж сезоні допоміг вийти в Серію А. Після покупки клубом японця Сюнсуке Накамури, Леон втратив місце в основі команди, частіше виходячи з лави запасних. В результаті з 2004 року гондурасець здавався в оренду в нижчолігові італійські клуби — «Фіорентина», «Катандзаро», «Самбенедеттезе», «Авелліно» та «Терамо». У 2006 році Хуліо Сесар повернувся в «Реджину», за яку провів ще 16 матчів і забив 2 голи у Серії А, ставши гравцем основи клубу.
16 січня 2007 року Хуліо Сесар перейшов в клуб «Дженоа» за 3 млн євро. Вболівальники «Реджини» засудили крок президента клубу, Лілло Фотті, з приводу продажу гравця, але той пов'язав перехід гравця з несприятливою економічною ситуацією в клубі. 29 січня Леон дебютував у складі «грифонів» в матчі Серії Б з «Наполі»; у тій же грі Хуліо Сесар забив м'яч, який приніс його клубу нічию. По закінченні сезону Леон був визнаний найкращим гравцем «Дженоа» за опитуванням уболівальників клубу, а команда з третього місця вийшла до Серії А. У січні 2008 року Хуліо Сесар отримав травму, розтягнення литкового м'яза, через що не виступав більше місяця. Всього в другому сезоні він провів 21 матч і забив 4 голи у вищому італійському дивізіоні.
9 червня 2008 року Хуліо Сесар перейшов у «Парму», підписавши контракт до літа 2011 року. У першому сезоні в команді він провів 32 матчі і забив 6 голів, чим допоміг клубу повернутися в Серію А. Втім знову зіграти у вищому дивізіоні Хуліо не зміг, оскільки 28 серпня 2009 року перейшов на правах оренди в «Торіно» в рамках переходу Ніколи Аморузо у зворотньому напрямку, де і провів наступний сезон.
2010 року де Леон був проданий у китайський «Шаньдун Лунен», з яким того ж року виграв Суперлігу. У 2012 році, недовго погравши перед тим на батьківщині за «Мотагуа», Хуліо Сесар знову відправився до Італії, де недовго пограв за «Мессіну», що виступала у Серії D, п'ятому на той час дивізіоні країни, після чого остаточно покинув європейський футбол.
В подальшому грав на батьківщині за клуби «Реал Сосьєдад», «Депортіво Платенсе», «Оланчо» та «Паррільяс Ван», а також грав за кордоном у гватемальському «Мунісіпалі», сальвадорському «Мунісіпаль Ліменьйо», а також американському «Маямі Юнайтед», що грав у National Premier Soccer League, четвертій за престижністю футбольній лізі США. Завершив кар'єру у рідному клубі «Депортіво Платенсе».

## Виступи за збірні
У складі молодіжної збірної Гондурасу поїхав на молодіжний чемпіонат світу 1999 року в Нігерії, де забив у матчі групового етапу з Замбією (4:3), але його збірна програла всі три матчі і не вийшла з групи.
2000 року захищав кольори олімпійської збірної Гондурасу на футбольному турнірі Олімпійських ігор 2000 року у Сіднеї, забивши у грі проти Нігерії (3:3), втім його команда знову не вийшла в плей-оф.
1999 року дебютував в офіційних матчах у складі національної збірної Гондурасу. У складі збірної був учасником розіграшу Золотого кубка КОНКАКАФ 2000 року у США, дійшовши з командою до чвертьфіналу, а наступного року поїхав на Кубок Америки 2001 року у Колумбії, де був учасником історичного матчу для збірної Гондурасу, коли запрошені на турнір представники КОНКАКАФ сенсаційно обіграли в 1/4 фіналу збірну Бразилії, більше половини гравців якої через рік стали чемпіонами світу. Де Леон провів 4 матчі своєї збірної на турнірі в Колумбії — 2 гри групового етапу (включаючи перемогу над збірною Уругваю), чвертьфінал і програний півфінал проти майбутніх переможців — збірної Колумбії. В результаті Хуліо здобув зі збірною бронзові нагороди турніру.
В подальшому брав зі збірною участь у розіграші Золотого кубка КОНКАКАФ 2003 року у США та Мексиці та 2007 року у США. Був у заявці збірної Гондурасу на чемпіонат світу 2010 року в ПАР, проте напередодні турніру отримав травму, і за день до стартового матчу Гондурасу, був замінений у заявці на Джеррі Паласіоса.

## Статистика виступів

### Статистика клубних виступів
| Сезон                          | Команда                        | Чемпіонат                      | Чемпіонат | Чемпіонат | Національний кубок | Національний кубок | Національний кубок | Континентальні кубки | Континентальні кубки | Континентальні кубки | Інші змагання | Інші змагання | Інші змагання | Усього | Усього |
| Сезон                          | Команда                        | Ліга                           | Ігор      | Голів     | Ліга               | Ігор               | Голів              | Ліга                 | Ігор                 | Голів                | Ліга          | Ігор          | Голів         | Ігор   | Голів  |
| ------------------------------ | ------------------------------ | ------------------------------ | --------- | --------- | ------------------ | ------------------ | ------------------ | -------------------- | -------------------- | -------------------- | ------------- | ------------- | ------------- | ------ | ------ |
| 1996–97                        | «Депортіво Платенсе»           | ПД                             | 14        | 2         | КГ                 | 2                  | 2                  | -                    | -                    | -                    | -             | -             | -             | 16     | 4      |
| 1997–98                        | «Депортіво Платенсе»           | ПД                             | 21        | 4         | КГ                 | 3                  | 1                  | ЛЧ                   | 6                    | 5                    | СГ            | 1             | 0             | 31     | 10     |
| 1998–99                        | «Депортіво Платенсе»           | ПД                             | 19        | 7         | -                  | -                  | -                  | -                    | -                    | -                    | СГ            | 1             | 0             | 20     | 7      |
| 1999–00                        | «Депортіво Платенсе»           | ПД                             | 21        | 5         | -                  | -                  | -                  | -                    | -                    | -                    | -             | -             | -             | 21     | 5      |
| Усього за «Депортіво Платенсе» | Усього за «Депортіво Платенсе» | Усього за «Депортіво Платенсе» | 74        | 18        |                    | 5                  | 3                  |                      | 6                    | 5                    |               | 2             | 0             | 87     | 26     |
| 2000–01                        | «Атлетіко Селая»               | ПД                             | 0         | 0         | -                  | -                  | -                  | -                    | -                    | -                    | -             | -             | -             | 0      | 0      |
| 2000–01                        | «Депортіво Мальдонадо»         | ПД                             | 12        | 3         | KEP                | -                  | -                  | -                    | -                    | -                    | -             | -             | -             | 12     | 3      |
| 2001–02                        | «Реджина»                      | B                              | 29        | 2         | КІ                 | 2                  | 1                  | -                    | -                    | -                    | -             | -             | -             | 31     | 3      |
| 2002–03                        | «Реджина»                      | A                              | 10        | 0         | КІ                 | 3                  | 0                  | -                    | -                    | -                    | -             | -             | -             | 13     | 0      |
| 2003–04                        | «Реджина»                      | A                              | 10        | 1         | КІ                 | 3                  | 3                  | -                    | -                    | -                    | -             | -             | -             | 13     | 4      |
| 2003–04                        | «Фіорентина»                   | B                              | 4         | 0         | КІ                 | -                  | -                  | -                    | -                    | -                    | -             | -             | -             | 4      | 0      |
| 2004–05                        | «Катандзаро»                   | B                              | 7         | 1         | КІ                 | 1                  | 0                  | -                    | -                    | -                    | -             | -             | -             | 8      | 1      |
| 2004–05                        | «Самбенедеттезе»               | C1                             | 16+2      | 8+0       | КІ-C               | -                  | -                  | -                    | -                    | -                    | -             | -             | -             | 18     | 8      |
| 2005–06                        | «Авелліно»                     | B                              | 12        | 1         | КІ                 | 1                  | 0                  | -                    | -                    | -                    | -             | -             | -             | 13     | 1      |
| 2005–06                        | «Терамо»                       | C1                             | 12        | 4         | КІ+КІ-C            | -+2                | -+1                | -                    | -                    | -                    | -             | -             | -             | 14     | 5      |
| 2006–07                        | «Реджина»                      | A                              | 16        | 2         | КІ                 | 3                  | 1                  | -                    | -                    | -                    | -             | -             | -             | 19     | 3      |
| Усього за «Реджину»            | Усього за «Реджину»            | Усього за «Реджину»            | 65        | 5         |                    | 11                 | 5                  |                      |                      |                      | -             | -             | -             | 76     | 10     |
| 2006–07                        | «Дженоа»                       | B                              | 21        | 4         | КІ                 | -                  | -                  | -                    | -                    | -                    | -             | -             | -             | 21     | 4      |
| 2007–08                        | «Дженоа»                       | A                              | 29        | 4         | КІ                 | 2                  | 0                  | -                    | -                    | -                    | -             | -             | -             | 31     | 4      |
| Усього за «Дженоа»             | Усього за «Дженоа»             | Усього за «Дженоа»             | 50        | 8         |                    | 2                  | 0                  |                      |                      |                      | -             | -             | -             | 52     | 8      |
| 2008–09                        | «Парма»                        | B                              | 32        | 6         | КІ                 | 1                  | 0                  | -                    | -                    | -                    | -             | -             | -             | 33     | 6      |
| 2009–10                        | «Торіно»                       | B                              | 21        | 3         | КІ                 | 0                  | 0                  | -                    | -                    | -                    | -             | -             | -             | 21     | 3      |
| 2010                           | «Шаньдун Лунен»                | СЛ                             | 10        | 4         | -                  | -                  | -                  | ЛЧ                   | 4                    | 2                    | -             | -             | -             | 14     | 6      |
| 2011                           | «Шаньдун Лунен»                | СЛ                             | 13        | 1         | КК                 | 2                  | 1                  | ЛЧ                   | 0                    | 0                    | -             | -             | -             | 15     | 2      |
| Усього за «Шаньдун Лунен»      | Усього за «Шаньдун Лунен»      | Усього за «Шаньдун Лунен»      | 23        | 5         |                    | 2                  | 1                  |                      | 4                    | 2                    | -             | -             | -             | 29     | 8      |
| 2011–12                        | «Мотагуа»                      | ПД                             | 13        | 2         | -                  | -                  | -                  | ЛЧ                   | 6                    | 1                    | -             | -             | -             | 19     | 3      |
| 2012–13                        | «Мессіна»                      | D                              | 6         | 1         | КІ-D               | 1                  | 0                  | -                    | -                    | -                    | -             | -             | -             | 7      | 1      |
| 2012–13                        | «Реал Сосьєдад»                | ПД                             | 13        | 2         | -                  | -                  | -                  | -                    | -                    | -                    | -             | -             | -             | 13     | 2      |
| 2013–14                        | «Депортіво Платенсе»           | ПД                             | 18        | 12        | -                  | -                  | -                  | -                    | -                    | -                    | -             | -             | -             | 18     | 12     |
| 2013–14                        | «Мунісіпаль»                   | ПД                             | 13        | 1         | -                  | -                  | -                  | -                    | -                    | -                    | -             | -             | -             | 13     | 1      |
| 2014–15                        | «Депортіво Платенсе»           | ПД                             | 22        | 11        | КГ                 | 5                  | 5                  | -                    | -                    | -                    | -             | -             | -             | 27     | 16     |
| 2015–16                        | «Депортіво Платенсе»           | ПД                             | 13        | 6         | КГ                 | 2                  | 0                  | -                    | -                    | -                    | -             | -             | -             | 15     | 6      |
| Усього за «Депортіво Платенсе» | Усього за «Депортіво Платенсе» | Усього за «Депортіво Платенсе» | 127       | 47        |                    | 12                 | 8                  |                      | 6                    | 5                    |               | 2             | 0             | 147    | 60     |
| 2016                           | «Маямі Юнайтед»                | NPSL                           | 11        | 9         | -                  | -                  | -                  | -                    | -                    | -                    | -             | -             | -             | 11     | 9      |
| Усього за кар'єру              | Усього за кар'єру              | Усього за кар'єру              | 430+2     | 105       |                    | 35                 | 15                 |                      | 16                   | 8                    |               | 2             | 0             | 485    | 128    |

## Титули і досягнення
- Срібний призер Панамериканських ігор: 1999
- Бронзовий призер Кубка Америки: 2001
- Чемпіон Китаю (1):

«Шаньдун Лунен»: 2010